# إدوين بيرسي فيليبس
إدوين بيرسي فيليبس (بالإنجليزية: Edwin Percy Phillips)‏ هو عالم نبات جنوب أفريقي، ولد في 18 فبراير 1884 في كيب تاون في جنوب أفريقيا، وتوفي بنفس المكان في 12 أبريل 1967.